# Mistrzostwa Polski w piłce nożnej (1921)

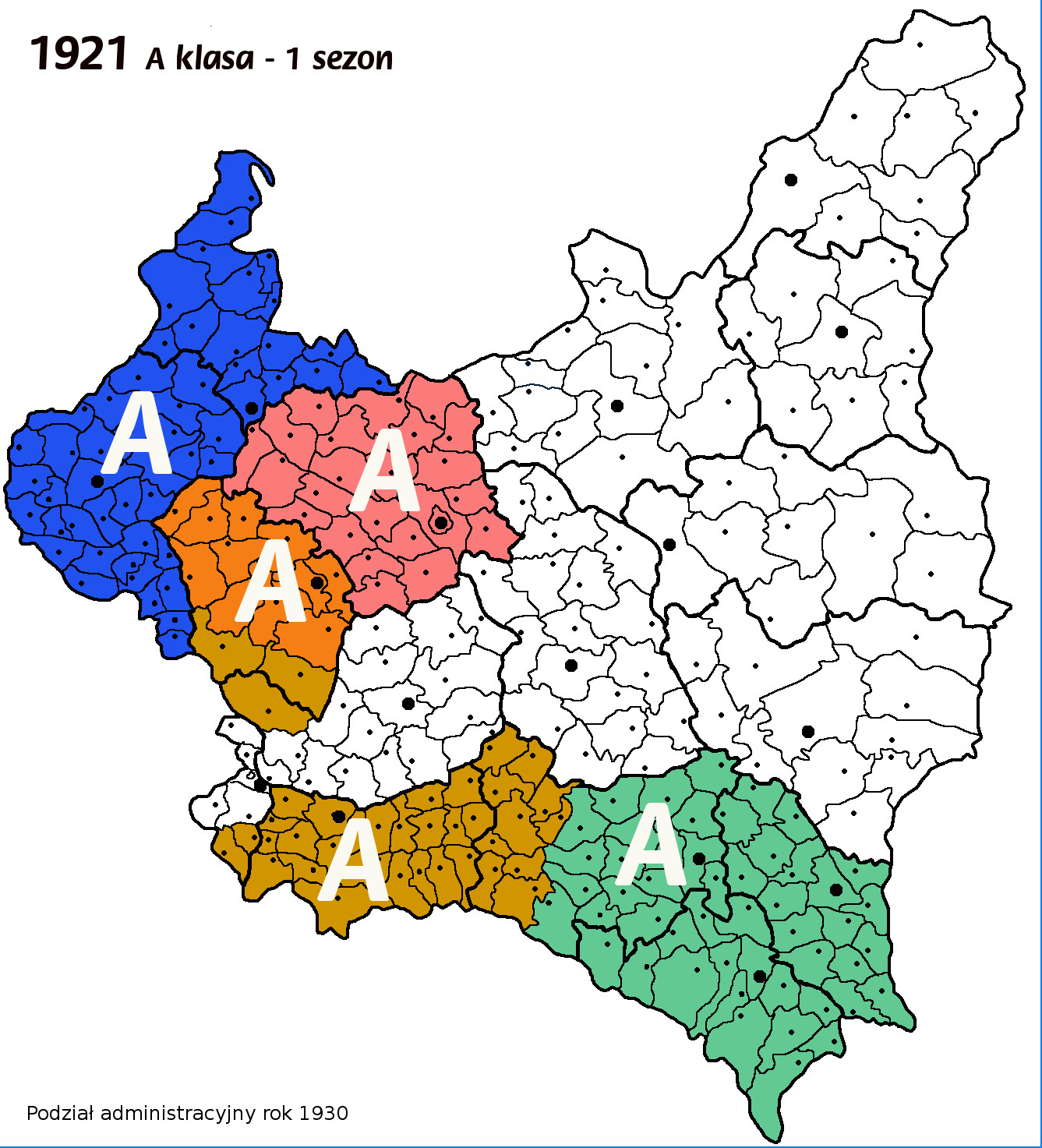
Okręgi piłkarskie biorące udział w MP 1921.

Mistrzostwa Polski w piłce nożnej 1921 – 2. edycja oficjalnych mistrzostw Polski w piłce nożnej mężczyzn, a pierwsza dokończona oraz zakończona wyłonieniem triumfatora (mistrzostwa Polski 1920 zostały bowiem przerwane na skutek trwającej wojny polsko-bolszewickiej). Organizatorem rozgrywek był Polski Związek Piłki Nożnej (PZPN). Całą rywalizację przeprowadzono systemem mieszanym (quasi ligowym) w roku kalendarzowym 1921, jako sezonie (tzw. cyklem „wiosna-jesień”).
| Poziomy rozgrywkowe w sezonie 1921 | Poziomy rozgrywkowe w sezonie 1921 | Poziomy rozgrywkowe w sezonie 1921 |
| Rozgrywki                          | P                                  | Nazwa                              |
| ---------------------------------- | ---------------------------------- | ---------------------------------- |
| Centralne                          | I                                  | Mistrzostwa Polski                 |
| Okręgowe (5 okręgów)               | II                                 | A Klasa                            |
| Okręgowe (5 okręgów)               | III                                | B klasa                            |
| Okręgowe (5 okręgów)               | IV                                 | C klasa                            |

Zmagania decydującej fazy mistrzostw (fazy finałowej) trwały 70 dni – od 21 sierpnia 1921 do 30 października 1921. W 20 spotkaniach (18 rozstrzygniętych i 2 remisowych) – rozegranych w jej ramach – uzyskano 84 bramki, co daje średnią 4,20 gola na mecz. Tytuł mistrza Polski wywalczyła Cracovia, a koronę króla strzelców – jej zawodnik – Józef Kałuża, zdobywca 9 trafień.
Wzorem sezonu 1920 utrzymano podział kraju na pięć okręgów piłkarskich: krakowski, lwowski, łódzki, poznański i warszawski. Regulamin mistrzostw ustalono na początku 1921, a przyjęto podczas 2. Walnego Zgromadzenia PZPN, zorganizowanego w dniach 14–15 lutego 1921 w Krakowie. Według niego, ogólnokrajowe zmagania o tytuł mistrzowski odbyły się w cyklu „wiosna-jesień” i w trzech klasach rozgrywkowych: Klasach A (występujące w nich drużyny miały walczyć o mistrzostwo Polski), Klasie B (przydzielono do niej zespoły rezerw drużyn z Klasy A, a także po jednej drużynie z okręgu warszawskiego i łódzkiego) oraz Klasie C. Zmagania klas A przeprowadzono dwufazowo – na wiosnę rozgrywki okręgowe w pięciu grupach wyłoniły mistrzów pięciu okręgów (krakowskiego, lwowskiego, łódzkiego, poznańskiego i warszawskiego), którzy jesienią rywalizowali między sobą w turnieju finałowym o tytuł mistrza Polski (systemem ligowym – „każdy z każdym, mecz i rewanż”). Wywalczenie tytułu mistrza Polski nie dawało prawa występu w fazie finałowej następnej edycji.

## Faza finałowa

### Tabela końcowa
| Poz | Drużyna          | M | W | R | P | G+ | G- | Bilans | Pkt |
| --- | ---------------- | - | - | - | - | -- | -- | ------ | --- |
| 1.  | Cracovia         | 8 | 7 | 1 | 0 | 31 | 7  | +24    | 15  |
| 2.  | Polonia Warszawa | 8 | 5 | 0 | 3 | 13 | 9  | +4     | 10  |
| 3.  | Warta Poznań     | 8 | 3 | 2 | 3 | 14 | 24 | −10    | 8   |
| 4.  | Pogoń Lwów       | 8 | 3 | 0 | 5 | 19 | 13 | +6     | 6   |
| 5.  | ŁKS Łódź         | 8 | 0 | 1 | 7 | 7  | 31 | −24    | 1   |

Legenda:
|  | Mistrz Polski |

### Wyniki spotkań
| Gospodarz \ Gość | CRA | PWA | WAR | PGL | ŁKS |
| Cracovia         |     | 3:0 | 6:1 | 2:0 | 7:1 |
| Polonia Warszawa | 1:2 |     | 2:3 | 1:0 | 1:0 |
| Warta Poznań     | 2:2 | 0:1 |     | 3:2 | 2:1 |
| Pogoń Lwów       | 2:5 | 0:1 | 7:0 |     | 6:1 |
| ŁKS Łódź         | 0:4 | 1:6 | 3:3 | 0:2 |     |

Źródło: Historia I ligi polskiej w statystyce
Objaśnienia:
1Drużyna gospodarzy jest wymieniona po lewej stronie tabeli.
Kolory: zielony – zwycięstwo gospodarzy, żółty – remis, różowy – zwycięstwo gości.

#### 1 kolejka
| 21 sierpnia 1921 17:30 | Cracovia · Mielech 20' · Kogut 28' · Kotapka 89' | 2 : 0(2:0)Raport | Pogoń Lwów | Stadion Cracovii, Kraków Widzów: 10 000 Sędzia: Karol Bannert (Biała) |
|                        |                                                  |                  |            |                                                                       |

| 21 sierpnia 1921 17:30 | Warta Poznań · Bartczek ?' · Kosicki ?' | 0 : 1(0:0)Raport | Polonia Warszawa · 66' (k) Stefan Loth | Boisko przy placu Ciętym, Poznań Sędzia: Zygmunt Górecki (Ostrów Wlkp.) |
|                        |                                         |                  | kartki: · ?' Szmidt                    |                                                                         |

#### 2 kolejka
| 28 sierpnia 1921 17:30 | Cracovia · Kogut 5' · Kotapka 9' · Kałuża 15' · Mielech 36', 60' · Cikowski 62' · Gintel 80' (k) | 7 : 1(4:1)Raport | ŁKS Łódź · 16' Lange | Stadion Cracovii, Kraków Widzów: 4000 Sędzia: Andrzej Przeworski (Warszawa) |
|                        |                                                                                                  |                  |                      |                                                                             |

| 28 sierpnia 1921 | Warta Poznań · Staliński 35' · Prymka 75', 81' | 3 : 2(1:2)Raport | Pogoń Lwów · 6' Batsch · 27' Wa. Kuchar | Boisko przy placu Ciętym, Poznań |
|                  |                                                |                  |                                         |                                  |

- Przez cały mecz Pogoń Lwów grała dziesiątką zawodników na skutek choroby Tadeusza Ignarowicza w drodze do Poznania.

#### 3 kolejka
| 4 września 1921 17:00 | Cracovia · Gintel 27' (k) · Kałuża 51', 61' | 3 : 0(1:0)Raport | Polonia Warszawa | Stadion Cracovii, Kraków Widzów: 6000 Sędzia: Marian Bilor (Lwów) |
|                       |                                             |                  |                  |                                                                   |

| 4 września 1921 | ŁKS Łódź | 0 : 2(0:1) | Pogoń Lwów · ?', ?' Wa. Kuchar | Boisko przy ulicy Srebrzyńskiej, Łódź Sędzia: Józef Lustgarten (Kraków) |
|                 |          |            |                                |                                                                         |

#### 4 kolejka
| 11 września 1921 | Pogoń Lwów | 0 : 1(0:1) | Polonia Warszawa · 41' Stenzel | Park Sportowy, Lwów Sędzia: Józef Lustgarten (Kraków) |
|                  |            |            |                                |                                                       |

| 11 września 1921 | Warta Poznań · Kosicki ?' (k) · Einbacher ?' · ? | 2 : 1(1:0) | ŁKS Łódź · ?'? | Boisko przy placu Ciętym, Poznań Sędzia: Fiedler (Kraków) |
|                  |                                                  |            |                |                                                           |

#### 5 kolejka
| 18 września 1921 | Warta Poznań · Kosicki 29' (k) · Einbacher 36' | 2 : 2(2:1)Raport | Cracovia · 32', 77' Kałuża · 89' Gintel | Boisko przy placu Ciętym, Poznań Widzów: 4000 Sędzia: Andrzej Przeworski (Warszawa) |
|                  |                                                |                  |                                         |                                                                                     |

| 18 września 1921 | Polonia Warszawa | 1 : 0 | ŁKS Łódź | Boisko w Parku Sobieskiego na Agrykoli, Warszawa |
|                  |                  |       |          |                                                  |

- Szczegóły meczu nieznane.

#### 6 kolejka
| 25 września 1921 | Pogoń Lwów · Wa. Kuchar 15', 42', 51' · Batsch 61' · Garbień 64' · Tarczyński 89' | 6 : 1(2:1) | ŁKS Łódź · 27'? | Park Sportowy, Lwów Sędzia: Ignacy Rosenstock (Kraków) |
|                  |                                                                                   |            | kartki: · ?'?   |                                                        |

| 25 września 1921 | Polonia Warszawa · Hamburger 81' | 1 : 2(0:1)Raport | Cracovia · 30' Cikowski · 88' Chruściński | Boisko w Parku Sobieskiego na Agrykoli, Warszawa Widzów: 3000 Sędzia: Stanisław Ziemiański (Kraków) |
|                  |                                  |                  |                                           | |

#### 7 kolejka
| 9 października 1921 16:00 | Polonia Warszawa · Hamburger 15', 75' | 1 : 0(0:0) | Pogoń Lwów | Boisko w Parku Sobieskiego na Agrykoli, Warszawa Sędzia: Józef Lustgarten (Kraków) |
|                           |                                       |            |            |                                                                                    |

| 9 października 1921 | ŁKS Łódź · Lange 7' · Cyl 36', 54' | 3 : 3(2:2) | Warta Poznań · 12', 30', 77' Einbacher | Boisko przy ulicy Srebrzyńskiej, Łódź Widzów: 7000 Sędzia: Grabowski (Warszawa) |
|                     | kartki: · Otto 61'                 |            | kartki: · 77' Staliński                |                                                                                 |

#### 8 kolejka
| 16 października 1921 | Pogoń Lwów · Garbień ?', ?' · Wa. Kuchar ?', ?' · Batsch ?', ?' · ? ?' (sam) | 7 : 0(5:0) | Warta Poznań | Park Sportowy, Lwów Sędzia: Józef Lustgarten (Kraków) |
|                      |                                                                              |            |              |                                                       |

| 16 października 1921 | ŁKS Łódź | 0 : 4(0:1)Raport | Cracovia · 33', 57', 70' (k) Kotapka · 79' (k) Gintel | Boisko przy ulicy Srebrzyńskiej, Łódź Widzów: 4000 Sędzia: Edmund Szyc (Poznań) |
|                      |          |                  |                                                       |                                                                                 |

#### 9 kolejka
| 23 października 1921 | Cracovia · Kałuża 5', 78' · Cikowski 14' · Kotapka 35', 66' · Gintel 82' (k) | 6 : 1(3:0)Raport | Warta Poznań · 86' Einbacher | Stadion Cracovii, Kraków Widzów: 6000 Sędzia: kpt. Alfred Konkiewicz (Kraków) |
|                      |                                                                              |                  |                              |                                                                               |

| 23 października 1921 | ŁKS Łódź · Kowalczyk 13' | 1 : 6(1:1) | Polonia Warszawa · 33' Grabowski · 54' Hermans · 55', 66' Hamburger · 78' Emchowicz · 88' Zantman | Boisko przy ulicy Srebrzyńskiej, Łódź Sędzia: Zweig (Kraków) |
|                      |                          |            |                                                                                                   |                                                              |

#### 10 kolejka
| 30 października 1921 | Polonia Warszawa | 2 : 3(1:1) | Warta Poznań | Boisko w Parku Sobieskiego na Agrykoli, Warszawa Sędzia: Józef Lustgarten (Kraków) |
|                      |                  |            |              |                                                                                    |

- Strzelcy bramek nieznani.

| 30 października 1921 | Pogoń Lwów · Batsch 34' · Wa. Kuchar 39' | 2 : 5(2:3)Raport | Cracovia · 13', 42' Kałuża · 27' Kotapka · 76', 78' Kogut | Park Sportowy, Lwów Widzów: 5000 Sędzia: Adam Obrubański (Kraków) |
|                      |                                          |                  |                                                           |                                                                   |

## Kadra drużyny mistrza Polski

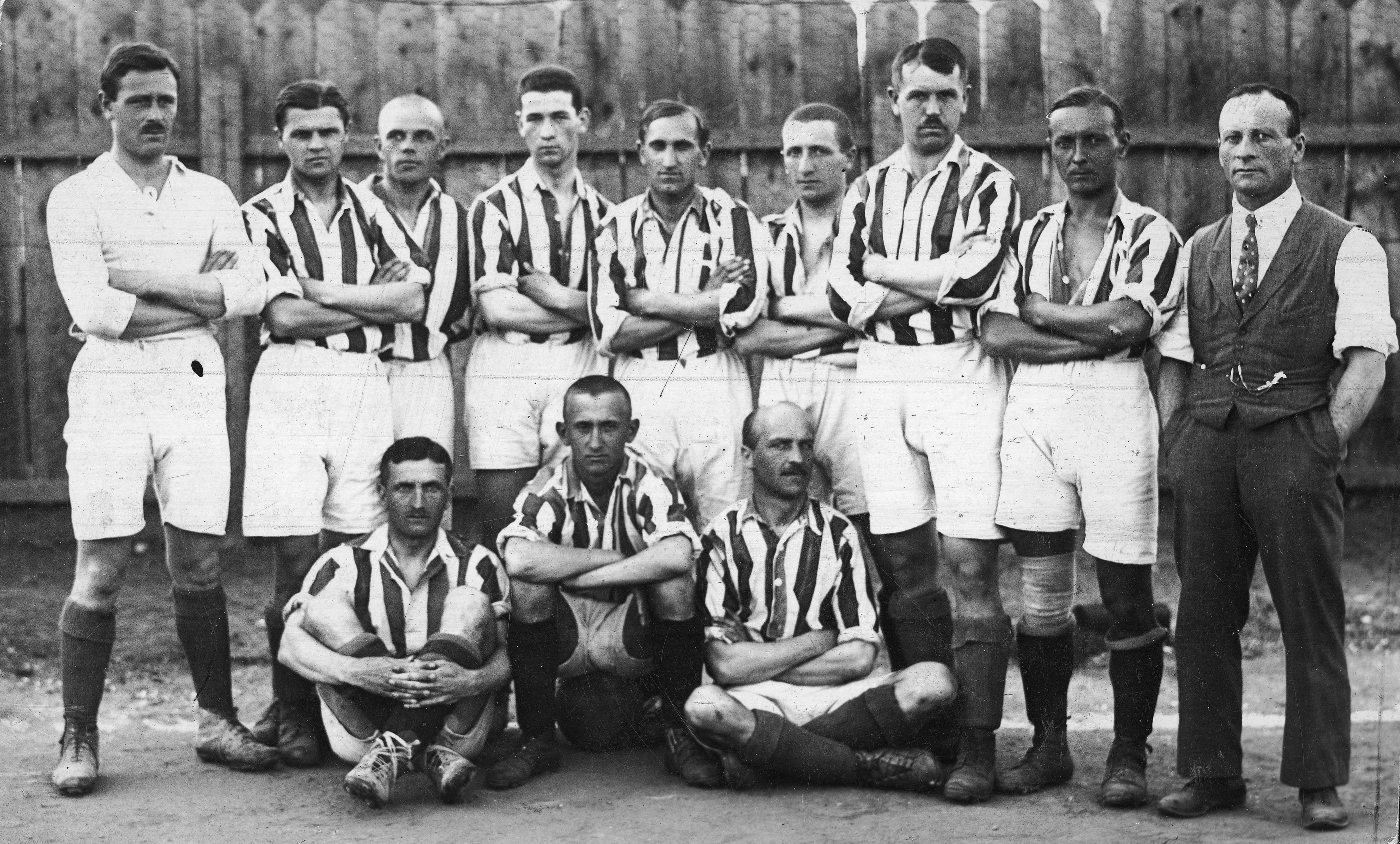
Drużyna Cracovii – piłkarski mistrz Polski 1921.

| Lp.        | Zawodnik            | Mecze | Minuty | Bramki | Data urodzenia |
| ---------- | ------------------- | ----- | ------ | ------ | -------------- |
| Bramkarze  |                     |       |        |        |                |
| 1          | Eugeniusz Latacz    | 1     | 90     | -1     | 2.04.1905      |
| 2          | Stefan Popiel       | 6     | 540    | -4     | 19.05.1896     |
| 3          | Gustaw Rogalski     | 1     | 90     | -2     | 22.06.1887     |
| Obrońcy    |                     |       |        |        |                |
| 4          | Tadeusz Dąbrowski   | 1     | 90     | 0      | 18.10.1894     |
| 5          | Stefan Fryc         | 8     | 720    | 0      | 19.08.1894     |
| 6          | Ludwik Gintel       | 8     | 720    | 4      | 26.09.1899     |
| Pomocnicy  |                     |       |        |        |                |
| 7          | Zygmunt Chruściński | 3     | 270    | 1      | 17.02.1899     |
| 8          | Stanisław Cikowski  | 8     | 720    | 3      | 14.02.1899     |
| 9          | Zdzisław Styczeń    | 8     | 720    | 0      | 16.10.1894     |
| 10         | Tadeusz Synowiec    | 8     | 720    | 0      | 11.11.1889     |
| Napastnicy |                     |       |        |        |                |
| 11         | Józef Kałuża        | 8     | 720    | 9      | 11.02.1896     |
| 12         | Adam Kogut          | 6     | 540    | 4      | 4.12.1895      |
| 13         | Bolesław Kotapka    | 6     | 540    | 7      | 24.10.1898     |
| 14         | Henryk Limanowski   | 1     | 90     | 0      | 9.07.1903      |
| 15         | Stanisław Mielech   | 7     | 630    | 3      | 29.04.1894     |
| 16         | Gustaw Nowak        | 1     | 90     | 0      | 7.10.1904      |
| 17         | Leon Sperling       | 7     | 630    | 0      | 7.08.1900      |
| Trener:    |                     |       |        |        |                |
| T          | Imre Pozsonyi       | 8     | 0      | 0      | 12.12.1880     |

## Najlepsi strzelcy
| Gole | Zawodnik         | Drużyna      |
| ---- | ---------------- | ------------ |
| 9    | Józef Kałuża     | Cracovia     |
| 8    | Wacław Kuchar    | Pogoń Lwów   |
| 7    | Bolesław Kotapka | Cracovia     |
| 7    | Marian Einbacher | Warta Poznań |

## Ciekawostki
- Bezpośrednia rywalizacja o tytuł mistrzowski (faza finałowa) trwała zaledwie 70 dni (od 21 sierpnia 1921 do 30 października 1921) – to najkrótsze piłkarskie mistrzostwa Polski w historii[2];
- Dwa pierwsze spotkania w historii piłkarskich mistrzostw Polski odbyły się 21 sierpnia 1921 w Krakowie i Poznaniu (oba rozpoczęto o godzinie 17:30[4]). Pierwszą bramkę w tych rozgrywkach zdobył Stanisław Mielech w 20 minucie meczu Cracovii z Pogonią Lwów[2];
- Mecz Cracovia–Pogoń Lwów zgromadził na trybunach stadionu gospodarzy 10 000 widzów. O wielkiej randze tego wydarzenia (inauguracja mistrzostw Polski, dodatkowo rozgrywana pomiędzy dwoma głównymi pretendentami do tytułu najlepszej drużyny w kraju) świadczą relacje z ówczesnej prasy. Jak donosił Przegląd Sportowy (nr 15 z 27 sierpnia 1921), specjalnie na to spotkanie przybyło ponad 1 000 osób z całej Polski. Przeszło 500 kibiców przyjechało ze Lwowa. Obecni byli również kibice z Bielska i Białej. Ponadto do Krakowa pofatygowało się kilkaset osób przebywających na wczasach w Zakopanem i innych miejscowościach podhalańskich, a także grupy piłkarskich zapaleńców z Warszawy, Łodzi oraz prowincjonalnych miast całej Małopolski[4][5];
- Arbitrem głównym spotkania Warta Poznań–Polonia Warszawa Kolegium Sędziów PZPN wyznaczyło rotmistrza Longina Dudryka-Darlewskiego ze Lwowa, który jednak nie pojawił się w Poznaniu. Przegląd Sportowy zbadał przyczyny takiego stanu rzeczy. Okazało się, że nominacje sędziowskie na dwie pierwsze kolejki sezonu zostały ogłoszone wyłączne na łamach Przeglądu Sportowego – będącego wówczas (od 23 lipca 1921) „oficjalnym organem PZPN” – uznano bowiem, że taka forma zawiadamiana arbitrów powinna być wystarczająca. Informacja ta nie dotarła jednak do Dudryka-Darlewskiego. Konkluzją był wniosek, by Kolegium Sędziów osobiście zawiadamiało każdego arbitra o wyznaczeniu na dany pojedynek, a karą za niestawienie się było 10 000 marek polskich (czyli pięciokrotność taksy, którą otrzymywał sędzia za prowadzenie spotkania). Za zgodą obydwu drużyn mecz prowadził więc arbiter z poznańskiego OZPN – Zygmunt Górecki (na co dzień aptekarz i zarazem prezes OZPN Poznań)[2]. Narzekano jednak na jego nieobiektywność i brak zdecydowania w podejmowanych decyzjach[6];
- Tytuł mistrzowski Cracovia zdobyła nie przegrywając żadnego meczu (wyczyn ten powtórzył dopiero w sezonie 1995/1996 Widzew Łódź) – na 14 rozegranych spotkań: 13 razy wygrała, raz zremisowała[7];
- Cracovia została mistrzem Polski tracąc zaledwie jeden punkt, co do dziś jest niepobitym rekordem. Jedyny raz zremisowała (2:2) w wyjazdowym meczu z Wartą Poznań (dodatkowo, na minutę przed końcem spotkania zawodnik krakowian – Ludwik Gintel nie wykorzystał rzutu karnego)[7];
- Cracovia zdobyła 96,42% możliwych punktów, co do dziś jest niepobitym rekordem[7];
- Cracovia wygrała 92,86% swoich meczów, co do dziś jest niepobitym rekordem[7];
- Nagrodą za wywalczenie tytułu mistrzowskiego był puchar przechodni ufundowany przez Ministerstwo Zdrowia Publicznego (oryg. puhar wędrowny). Zdobyć go na własność mogła drużyna, która – jako pierwsza – zostałaby trzykrotnie mistrzem kraju[3]. Sytuacja taka nastąpiła już w sezonie 1925, gdy po raz trzeci – w dodatku z rzędu – tytuł wywalczyła Pogoń Lwów (ciekawostkę stanowi fakt, że wówczas Ministerstwo Zdrowia Publicznego już nie istniało);
- Eugeniusz Latacz do dziś pozostaje najmłodszym bramkarzem, który wywalczył tytuł piłkarskiego mistrza Polski[2].

## Klasyfikacja medalowa po MP 1921
|    | Klub             |   |   |   |
| -- | ---------------- | - | - | - |
| 1. | Cracovia         | 1 | 0 | 0 |
| 2. | Polonia Warszawa | 0 | 1 | 0 |
| 3. | Warta Poznań     | 0 | 0 | 1 |